# Sarah Duhamel
Sarah Duhamel (* 21. März 1873 in Rouen; † 15. April 1926 in Paris) war eine französische Schauspielerin. Sie gilt als eine der ersten französischen Filmkomikerinnen.

## Leben
Duhamel debütierte im Alter von drei Jahren am Théâtre Lafayette im Stück Le Petit Corporal. Ihr Erfolg war so groß, dass sie nach Paris ging, wo sie am Théâtre du Gymnase, am Odéon und am Théâtre Libre Engagements erhielt und in Kinderrollen zu sehen war.
Im Jahr 1895 trat sie in der Revue Le Divan Japonais auf, von 1897 bis 1899 war sie ein Mitglied der Theatergruppe des Fourmi. Nach 1900 war sie am Libre Echange und im Casino de Tourelles engagiert, wo sie kleinere Auftritte absolvierte.
Duhamel kam um 1908 zum Kino, wo sie Filme für Gaumont drehte. Sie arbeitete zu dieser Zeit mit Louis Feuillade, der sie in kurzen Filmen vor allem Lieder mimisch darstellen ließ. Ab 1911 drehte sie unter Roméo Bosetti (1879–1948) zahlreiche Kurzfilme und wurde bald der Star des von Pathé eingerichteten Filmstudios Pathé Comica in Nizza, das auf humorvolle Filme spezialisiert war. Populär wurden dabei die „Rosalie“-Filme, eine Reihe von über 30 Filmen um die füllige Rosalie, dargestellt von Duhamel. Einige wenige Filme drehte sie zusammen mit Maurice Schwartz (1890–1960), der als „Little Moritz“ auftrat.
Ab 1912 entstanden bei Éclair über 20 Kurzfilme um „Pétronille“, in denen Duhamel unter anderem an der Seite von Lucien Bataille als „Casimir“ und Paul Bertho als „Gavroche“ zu sehen war. Die Pétronille-Reihe wurde nach Ende des Ersten Weltkriegs eingestellt. Erst 1922 war Duhamel in Charles Burguets (1878–1958) Stummfilm Les mystères de Paris in einer Nebenrolle zu sehen.
Duhamel war zunächst mit einem Ausstatter der Filmproduktionsfirma Gaumont verheiratet und ehelichte 1915 den Komiker Édouard Louis Schmitt, genannt Darmène. Sie verstarb 1926 und wurde auf dem Friedhof Père-Lachaise (Feld 90) beigesetzt.

## Filmografie
- 1911: Rosalie et ses meubles fidèles
- 1911: Little Moritz enlève Rosalie
- 1911: Little Moritz demande Rosalie en mariage[3]
- 1911: Domestiques bon teint
- 1911: La nuit de noces de Rosalie
- 1911: La première cerise
- 1911: Le cambriolé récalcitrant
- 1911: Le jour de l’an de Rosalie
- 1911: Le torchon brûle ou Une querelle de ménage
- 1911: Little Moritz épouse Rosalie
- 1911: Mordus par un singe
- 1911: Rosalie a la maladie du sommeil
- 1911: Rosalie a la vie dure
- 1911: Rosalie a trouvé du travail
- 1911: Rosalie déménage
- 1911: Rosalie détective
- 1911: Rosalie en ménage
- 1911: Rosalie est jalouse
- 1911: Rosalie et Léontine vont au théâtre
- 1911: Rosalie et son phonographe
- 1911: Rosalie fait du sabotage
- 1911: Rosalie gagne le gros lot
- 1911: Rosalie n’a pas le choléra
- 1911: Rosalie veut en finir avec la vie
- 1911: Rosalie veut maigrir
- 1911: Un bain trop chaud
- 1911: Un ravalement précipité
- 1912: Rosalie danseuse
- 1912: C’est la faute à Rosalie
- 1912: Je ne veux plus de cuisinière
- 1912: La poule enragée
- 1912: Les araignées de Rosalie
- 1912: Les cochons d’Inde de Bigorneau
- 1912: Onésime et la toilette de Mademoiselle Badinois
- 1912: Pétronille gagne le grand steeple
- 1912: Pour fêter Rosalie
- 1912: Rosalie fait du spiritisme
- 1912: Rosalie vend son silence
- 1912: Rosalie veut engraisser
- 1913: Un drame passionnel
- 1913: Casimir et Pétronille font bon ménage
- 1913: Casimir et Pétronille font un héritage
- 1913: Gavroche et Pétronille au pensionnat
- 1913: Gavroche et Pétronille visitent Berlin
- 1913: Gavroche et Pétronille visitent Londres
- 1913: Le singe de Pétronille
- 1913: Pétronille à la caserne
- 1913: Pétronille cherche une situation
- 1914: Casimir et le tango
- 1914: Casimir et Pétronille n’ont pas vu les souverains
- 1914: Casimir fait de l’entraînement
- 1914: Casimir, Pétronille et l’entente cordiale
- 1914: La ruse de Pétronille
- 1914: Le désespoir de Pétronille
- 1914: Pétronille gagne le grand prix
- 1914: Pétronille porteuse de pain
- 1914: Pétronille suffragette
- 1916: Casimir et Pétronille au bal de l’ambassade
- 1922: Les mystères de Paris